# Jinxi
Der Kreis Jinxi (chinesisch 金溪县, Pinyin Jīnxī Xiàn) ist ein Kreis im Zentrum der chinesischen Provinz Jiangxi. Er gehört zum Verwaltungsgebiet der bezirksfreien Stadt Fuzhou. Der Kreis hat eine Fläche von 1.358 Quadratkilometern und zählt 294.826 Einwohner (Stand: Zensus 2010). Sein Hauptort ist die Großgemeinde Xiugu (秀谷镇).

## Administrative Gliederung
Auf Gemeindeebene setzt sich der Kreis aus sieben Großgemeinden und sechs Gemeinden zusammen. 